# Pilumnus sayi
Pilumnus sayi är en kräftdjursart som beskrevs av M. J. Rathbun 1897. Pilumnus sayi ingår i släktet Pilumnus och familjen Pilumnidae. Inga underarter finns listade i Catalogue of Life.